# Riddim (Zeitschrift)
Riddim ist eine deutschsprachige Zeitschrift über Reggae- und Dancehall-Musik. Sie erschien ab 2001 alle zwei Monate und seit 2016 vierteljährlich. Bis 2023 wurde das Magazin von Piranha Media herausgegeben, bevor es von der neu gegründeten Riddim Verlags-GmbH übernommen wurde.
Riddim berichtet über alle Spielarten jamaikanischer und von Jamaika beeinflusster Musik. Neben Rezensionen aktueller Reggae-Platten, Interviews mit Künstlern, Artikeln über Musiker und Konzertberichten spielt auch die Rastafari-Kultur eine wichtige Rolle. Jeder Ausgabe liegt außerdem eine Sampler-CD bei, auf der im Magazin vorgestellte Künstler und Soundsysteme zu hören sind.